# Ушат корморан
Ушатият корморан (Phalacrocorax auritus) е водолюбива птица от семейство Корморанови.
На дължина е около 70–90 cm, цялата е черна на цвят, а през размножителния сезон има два гребена от пера зад очите в черно и бяло.
Разпространен е в Северна Америка, от Алеутските острови в Аляска до Флорида и Мексико. Среща по реките, езерата и бреговите линии на моретата.
Основно се храни с риба, която лови чрез плуване и потапяне. Перата му подобно на другите корморани, не са непромокаеми и затова трябва да ги суши след излизане от водата.
Познати са пет подвида:
- P. a. albociliatus
- P. a. auritus
- P. a. cincinatus
- P. a. floridanus
- P. a. heuretus